# Заврата
Заврата је насеље у општини Лепосавић на Косову и Метохији. Припада месној заједници Сочаница. Село се налази 9 km источно од Лепосавића. Надморска висина села је 724 метра. Куће су лоциране у завратском потоку који се са леве стране улива у Лепосавску реку и по пристранцима. Заврата спада у села млађег постанка. Атар села се простире између граничних насеља Копорића, Граничана и Кијевчића.

## Демографија
- попис становништва 1948: 40
- попис становништва 1953: 52
- попис становништва 1961: 68
- попис становништва 1971: 85
- попис становништва 1981: 65
- попис становништва 1991: 50

У селу 2004. године живи 47 становника. У селу живе само два рода: Милуновићи и Радовановићи.